# Скаловія
Скаловія (нім. Schalauen, лат. Scalowite, лит. Skalva, пол. Skalowia) одна із земель Пруссії, де проживало балтське прусське плем'я скальвів. Це була найпівнічніша прусська земля, розташована навколо нижньої частини басейну річки Німан. Із заходу її омивали води Куршської затоки, на півдні лежала земля Надровія, з півночі і сходу Жмудія, ятвяги. Достовірно невідоме походження назви землі. Можливо, вона походить ві литовського « skalauti» — вихідці з води. За легендою назва походить від імені Скалаво, п'ятого сина вождя Відевута .

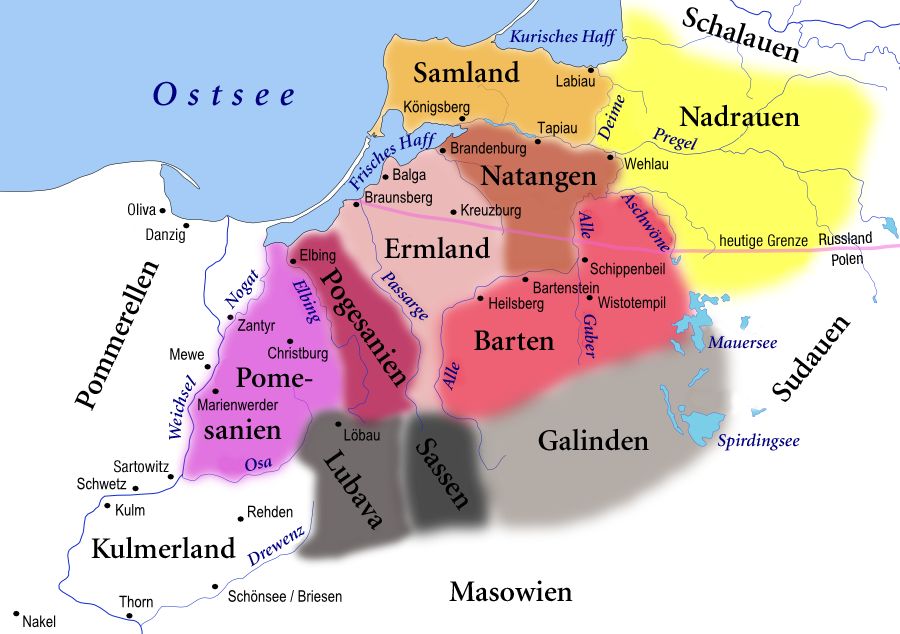
Схема земель Пруссії у ХІІІ ст.

## Історія
У 974—1043 роках існувало поселення-порт Йомсборг (нім. Jomsborg) на Куршській косі, за яке боролись королі Данії. У дворі головного укріплення скальвів Рагніту був ставок 20×20 м, заповнений рибою.
Лицарі Тевтонського ордену захопили 1277 головне місто Рагніт (нім. Ragnit). Це призвело до припинення опору скальвів, які здались близько 1281 р.. На місці їхнього укріплення звели замок Landeshutte (1289), але 1365 його зруйнували литовці. При відбудові завдяки потужній цегельні заклали 1410 замок Тільзіт (нім. Tilsit), який наступного року спалили литовці. Землю заселяли німецькі колоністи, згодом литовці. 1411 відбулись напади на замки хрестоносців. Асиміляція скальвів завершилась у середині XVI ст.
Згідно Другого Торунського миру терени Скаловії відійшли до Королівської Пруссії.
Після поділів Речі Посполитої Скаловія відійшла до провінції Східна Пруссія королівства Пруссія. Після Другої світової війни з ліквідацією Східної Пруссії Скалавія відійшла до СРСР. Терени Скалавії сьогодні в основному входять до Калінінградської області і у незначній частині до Литви.